# Doruk Pehlivan
Doruk Pehlivan (* 10. Juli 1998 in Çankaya, Ankara) ist ein türkischer Handballspieler, der beim deutschen Zweitligisten HC Elbflorenz unter Vertrag steht. Außerdem läuft er für die Türkische Nationalmannschaft auf und wird bei Bedarf auch auf der Position Rückraum Mitte eingesetzt.

## Karriere
Pehlivan spielte zunächst parallel Handball und Basketball. Im Alter von 16 Jahren entschied er, sich ausschließlich auf den Handball zu konzentrieren.

### Verein
Als Jugendspieler des Maliye Milli Piyango SK lief er bereits mit 16 Jahren in der Türkischen Süper Lig auf. In der Saison 2017/18 wurde er hinter Aleksandar Stojanović Vize-Torschützenkönig.
Nach dieser Spielzeit wechselte Pehlivan nach Österreich zum Handballclub Fivers Margareten. Mit dem Wiener Klub schied er sowohl im Halbfinale der österreichischen Meisterschaft als auch im Viertelfinale des ÖHB-Cups vorzeitig aus. Nach der Saison verpflichtete ihn der amtierende polnische Meister PGE Vive Kielce mit dem Welthandballer der Jahre 1994 und 1996 Talant Dujshebaev als Trainer. Ursprünglich war Pehlivans Wechsel erst eine Saison später vorgesehen. Kielce entschied sich jedoch, ihn vorzeitig aus seinem Vertrag bei den Fivers zu kaufen und er unterschrieb einen Vierjahresvertrag. Mit Vive Kielce holte er in der Saison 2019/2020 das polnische Double aus Meisterschaft und Pokal. In der Champions League qualifizierte man sich nach der Gruppenphase für das Achtelfinale. Aufgrund der COVID-19-Pandemie wurde der Modus jedoch kurzfristig geändert und nur noch Halbfinalspiele ausgespielt. Im Sommer 2020 wurde er für zwei Jahre zum Bundesligisten GWD Minden ausgeliehen. In seiner ersten Bundesliga-Saison erzielte er 107 Tore in 31 Spielen. Die zweite verpasste er wegen einer Knieverletzung komplett. Nach 19-monatiger Pause wurde er im November 2022 erneut an Minden verliehen. Nachdem Pehlivan ab Juli 2023 vereinslos war, unterschrieb er im Oktober 2023 einen Vertrag beim deutschen Zweitligisten HC Elbflorenz.

### Nationalmannschaft
Nachdem Pehlivan sowohl für die U-19- als auch für die U-21-Nationalmannschaft der Türkei zum Einsatz gekommen war, debütierte er parallel im Jahr 2017 für die Türkische A-Nationalmannschaft und lief seitdem in mindestens 16 Spielen für diese auf.
Bei den Mittelmeerspielen 2018 wurde er Torschützenkönig. Sowohl bei einem Qualifikationsturnier zur U-20-Europameisterschaft 2018 als auch bei einem der beiden Turniere der U-20-B-Europameisterschaft 2018 wurde er zum besten linken Rückraumspieler gewählt.

## Erfolge
- Polnischer Meister (1): 2020
- Polnischer Pokalsieger (1): 2020
- Vizemeister der Islamic Solidarity Games 2017
- 4. Platz bei den Mittelmeerspielen 2018
- Vizemeister eines Qualifikationsturniers zur U-20-Europameisterschaft 2018

### Auszeichnungen
- bester linker Rückraumspieler eines Qualifikationsturniers zur U-20-Europameisterschaft 2018
- bester linker Rückraumspieler eines der beiden Turniere der U-20-B-Europameisterschaft 2018
- Torschützenkönig der Mittelmeerspiele 2018
- Vize-Torschützenkönig der Türkischen Süper Lig 2018
- Vize-Torschützenkönig eines der beiden Turniere der U-20-B-Handball-Europameisterschaft 2018

## Privates
Pehlivan begann in Ankara ein Studium der Innenarchitektur, das er bislang jedoch nicht abschloss.
Seine Mutter Zeynur Pehlivan und sein Vater Zeki Pehlivan waren beide Kapitäne der jeweiligen türkischen Handballnationalmannschaften.